# Kinta (Zou)
Pour les articles homonymes, voir Kinta (homonymie).
Kinta est l'un des dix arrondissements de la commune d'Agbangnizoun dans le département du Zou au centre du Bénin.

## Géographie

### Localisation
L'arrondissement de Kinta est situé à l'Est de la commune d'Agbangnizoun.

### Administration
Sur les cinquante-trois villages et quartiers de ville que compte la commune d'Agbangnizoun, l'arrondissement de Kinta en groupe 05 villages. Il s'agit de : 
- Agbidimè ;
- Ahissatogon ;
- Danli ;
- Gbindoumè ;
- Wèdjè.

## Histoire
Le nom Kinta signifie ''Sur les gravillons'' en langue locale Fon-gbé. De ''Kin'' qui veut dire gravillons ou graviers et ''Ta'' qui se traduit ''Sur'' ou ''En dessus de''. Kinta peut donc se traduire ''Au pays des gravillons'' ou ''sur les gravillons''.
L'histoire de la fondation de ce village commence au XVIIIe siècle avec l'arrivée sur cette terre  de l'ancêtre fondateur SOUTCHOTCHOMANTCHO chasseur de renom qui s'y arrêta à l'embouchure d'une rivière.

## Démographie
Selon le recensement de la population de 2013 conduit par l'Institut national de la statistique et de l'analyse économique (INSAE), Kinta compte 6077 habitants.